# Jihočínské moře
Jihočínské moře je polouzavřené okrajové moře Tichého oceánu. Rozloha moře se pohybuje kolem 3 500 000 km2, což je přibližně rozloha Indie, střední hloubka je 1212 metrů, maximální hloubka dosahuje 5559 metrů. Proplouvá tudy jedna třetina světové lodní dopravy a spekuluje se,[kdo?] že se na jeho dně vyskytují obrovské zásoby ropy a plynu.
Nachází se
- jižně od pevninské Číny a Tchaj-wanu;
- východně od Vietnamu a Kambodže;
- západně od Filipín;
- východně od Malajského poloostrova a Sumatry až po Malacký průliv na západě a
- severně od Bangka-Belitung a Bornea

O vlastnictví Jihočínského moře a jeho většinu neobydlených ostrovů a souostroví, soutěží velké množství států. Tento fakt se odráží v počtu jmen používaných pro toto moře a jeho ostrovy.

## Jména
Ve většině evropských zemí převládá jméno "Jihočínské moře", avšak v sousedních zemích Číny se vyskytují i jiné názvy odrážející historické nároky na nadvládu nad tímto mořem.
Tento název vyplývá z raného evropského zájmu o moře, jakožto obchodní cesty z Evropy a Jižní Asie do Číny. V 16. století jej portugalští mořeplavci označovali jako Čínské moře (Mar da China). Později bylo zapotřebí jej odlišit od blízkých skupin vod, a tak vznikl název Jihočínské moře. Mezinárodní hydrografická organizace označuje moře jako „Jihočínské moře (Nan Hai)“.
Ji čou šu, kronika západní dynastie Čou (1046–771 př. n. l.), dala moři jeho první čínské jméno „Nanfang Hai“ (doslova Jižní moře). Tvrdila, že barbaři z tohoto moře darovali na znamení úcty vládcům Čou karety pravé. Během období Jar a Podzimů (771–476 př. n. l.) bylo označováno jako „Nan Hai“, jakožto odkaz na expedice království Čchu. Nan Hai, bylo jedno ze čtyř moří čínské literatury. Existovali další tři, jedno pro každou další světovou stranu. Za období dynastie Chan (23–220 n. l.) nazývali Jihočínské moře „Thang Hai“ (doslova „nafouklé moře“) a během období Jižních a severních dynastií (420–589 n. l.) se proslavil pojem „Fei Hai“ (doslova „vařící moře“). Aktuální název „Nan Hai“ se postupně rozšířil za vlády dynastie Čching.
V Jihovýchodní Asii se kdysi používalo jméno Čamské moře nebo Moře Čamů, podle Čamské říše, která zde rozkvetla před 16. stoletím. Velká část moře spadla pod japonskou námořní kontrolu během druhé světové války a následovala vojenská akvizice mnoha okolních jihovýchodních asijských teritorií v roce 1941. Japonsko nazývá moře Minami Shina Kai („Jihočínské moře“). Psáno 南支那海 do roku 2014, kdy japonský ministr zahraničí a další ministerstva změnili pravopis na  南シナ海.
V Číně se užívá jméno „Jižní moře“, 南海 Nánhǎi, a ve Vietnamu „Východní moře“, Biển Đông. V Malajsii, Indonésii a Filipínách je dlouho užíván název „Jihočínské moře“ (tagalogsky „Dagat Timog Tsina“ a malajsky „Laut China Selatan“) s částí uvnitř filipínských teritoriálních vod často pod názvem „Luzonské moře“ (tagalogsky „Dagat Luzon“). Po eskalaci sporu Spratlyových ostrovů v roce 2011, začaly různé filipínské vládní agentury používat jméno „Západofilipínské moře“. Mluvčí agentury PAGASA uvedl, že moře na východ od Filipín bude nadále označováno jako Filipínské moře.
V září 2012, podepsal filipínský prezident Noynoy Aquino "Administrativní nařízení č. 29" přikazující všem vládním agenturám užívat jméno „Západofilipínské moře“, pokud budou odkazovat na část Jihočínského moře v oblasti filipínské výlučné ekonomické zóny a pověřil filipínský úřad NAMRIA, aby tento název užíval na oficiálních mapách.

## Historie
Jihočínským mořem vedly staré obchodní cesty. Na příkaz císaře Jung-le bylo vykonáno sedm obchodních výprav přes Jihočínské moře, které vedl Čeng Che v letech 1405 – 1433. Z Evropanů se po Jihočínském moři plavili jako první Portugalci kolem let 1516 – 1518. Do Jihočínského moře vplul i Juan Sebastián Elcano, který vedl zbylé Magalhãesovy lodě.

## Geografie
Toto moře sousedí s Východočínským, Filipínským, Sibuyanským, Suluským, Jávským a Andamanským mořem.
V Jihočínském moři je řada ostrovů a souostroví – Chaj-nan, Paracelské ostrovy, Spratlyho ostrovy, Anambaské ostrovy, Natunské ostrovy, Riauské ostrovy a další.
Mezi země, jejichž pobřeží Jihočínské moře omývá, patří Čína, Tchaj-wan, Filipíny, Malajsie, Singapur, Brunej, Indonésie, Thajsko, Kambodža a Vietnam. Na jeho pobřeží se nacházejí rovněž Hong-Kong a Macao.

## Geologie

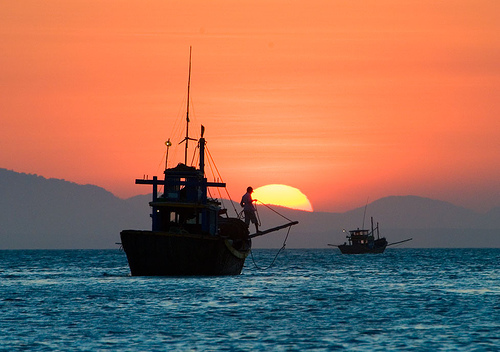
Západ slunce nad Jihočínským mořem z jihovýchodního pobřeží vesnice Mũi Né, Vietnam

Jihočínské moře leží nad potopeným kontinentálním šelfem, během doby ledové byla hladina moře o několik set metrů nižší a Borneo bylo součástí asijské pevniny.
Vzniklo přibližně před 45 miliony lety. Expanze vyvrcholila cca před 30 miliony lety a skončila před 15 miliony lety. Panují neshody, zdali na tvar moře měly vliv tektonické pochody. Paul Tapponier a jeho kolegové tvrdí, že při nárazu Indické desky do Eurasijské se Indočína posunula směrem na jihovýchod a tím dala vzniku Jihočínskému moři. Tento názor je zpochybňován řadou geologů, kteří tvrdí, že posun Indočíny nebyl dostatečně významný. Marinní geofyzikální studie z Tonkinského zálivu Petera Clifta dokázaly aktivitu zlomu Rudé řeky, která měla vliv na formování severozápadní části Jihočínského moře. Od jeho vzniku bylo moře skladištěm velkého množství sedimentů díky řece Mekong, Perlové a Rudé řece. Tyto delty jsou rovněž bohatými zdroji ropy a plynu.

## Ostrovy
V Jihočínském moři se nalézá přes 250 malých ostrovů, atolů a útesů. Většina z nich je neobydlených, mnoho z nich pod hladinou moře během přílivu a některé z nich jsou permanentně potopené. Dělíme je na tři souostroví (seřazeny dle velikosti), Macclesfield Bank a Scarborough Shoal.
- Spratlyovy ostrovy
- Prataské ostrovy
- Paracelské ostrovy
- Macclesfield Bank
- Scarborough Shoal

Spratlyovy ostrovy se rozkládají na ploše 810 na 900 km zahrnujíce 175 identifikovaných izolovaných objektů, největším z nich je ostrov Taiping (Itu Aba) dlouhý něco přes 1,3 km s nejvyšším bodem o výšce 3,8 metrů.
Největší jednotlivý objekt v oblasti Spratlyových ostrovů je 100 km široký guyot Reed Tablemount, též Reed Bank v severovýchodní části, oddělen od ostrova Palawan ve Filipínách Palawanským příkopem. Nyní zcela potopený v hloubce 20 metrů. Byl ostrovem dokud, se nepotopil před přibližně 7000 lety v důsledku stoupající mořské hladiny po poslední době ledové. S rozlohou 8866 km2 patří k největším potopeným atolům na světě.

## Zásoby

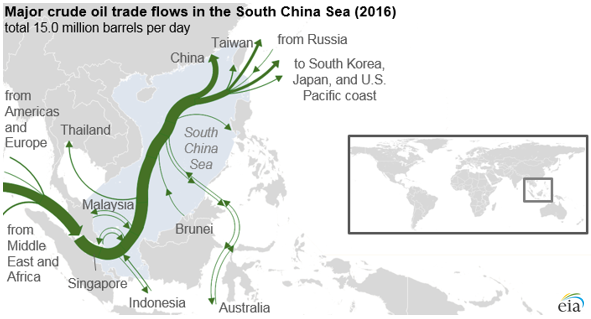
Každý den je přes Jihočínské moře přepraveno několik milionů barelů ropy

Jihočínské moře je z geopolitického hlediska velmi významný vodní útvar. Je to druhá nejpoužívanější námořní trasa. V rámci obchodní tonáže, více než 50% propluje skrz Malacký, Sundský a Lombocký průliv. Denně skrz Malacký průliv projde přes 1,6 milionu metrů krychlových ropy. Je zde pravidelně hlášeno pirátství, ale méně frekventovaně než v polovině 20. století.
Jsou potvrzeny zásoby ropy o rozsahu 1,2 km3, celkově s odhadem na 4,5 km3. Rezervy zemního plynu jsou odhadovány na 7500 km3. V roce 2014 začala Čína vrtat pro ropu v oblastech, s kterými je ve sporu s Vietnamem.
Podle studií filipínského ministerstva životního prostředí a přírodních zdrojů se zde vyskytuje jedna třetina světové vodní biodiverzity, tím se z něj stává důležitou oblastí pro ekosystém. Nicméně populace ryb v této oblasti klesá a země používají rybářské zákazy jako prostředek k prosazení nároků na suverenitu.

## Územní nároky

Územní nároky v Jihočínském moři

Řada zemí soutěží o vlastnictví nad Jihočínským mořem. Tyto spory jsou momentálně nejnebezpečnějším předmětem konfliktu v Asii. Jak Čína, tak Tchaj-wan si nárokují skoro celý útvar za svůj. Vymezují své nároky v rámci imperialistické politiky „nine-dash line" (Linie devíti čar) a překrývají se prakticky se všemi ostatními zeměmi. Mezi konkurenční nároky patří:
- Indonésie, ČLR a Tchaj-wan soupeří o vody severovýchodně od Natunských ostrovů,
- Filipíny, ČLR a Tchaj-wan o Scarborough Shoal,
- Vietnam, ČLR a Tchaj-wan o vody západně od Spratlyových ostrovů, o všechny, nebo jen o některé z ostrovů se vedou spory mezi Vietnamem, ČLR, Tchaj-wanem, Brunejí, Malajsií a Filipínami,
- O Paracelské ostrovy vede spor ČLR, Tchaj-wan a Vietnam,
- Malajsie, Kambodža, Thajsko a Vietnam se přou o oblasti v Thajském zálivu,
- Singapur a Malajsie o oblast podél Johorského a Singapurského zálivu.

Jak Čína, tak Vietnam byli velmi agresivní v prosazování svých nároků. Různé čínské úřady a jižní Vietnam kontrolovaly část Paracelských ostrovů do roku 1974. Drobný konflikt v roce 1974 vyústil ve smrt 18 vojáků, od té doby Čína ovládá celou Paracelskou oblast. V březnu 1988 byly Spratlyovy ostrovy místem námořních střetů, ve kterých zahynulo přes 70 vietnamských námořníků. Pravidelně jsou hlášeny námořní střety.
Sdružení národů jihovýchodní Asie a obzvláště Malajsie, aktivně zajišťují, aby situace nevygradovala ve vojenský konflikt. Z těchto důvodů byl založen úřad pro společný vývoj, který v překrývajících se oblastech zajišťuje rovnoprávné rozdělení výnosů, aniž by řešil spory týkající se územních nároků.

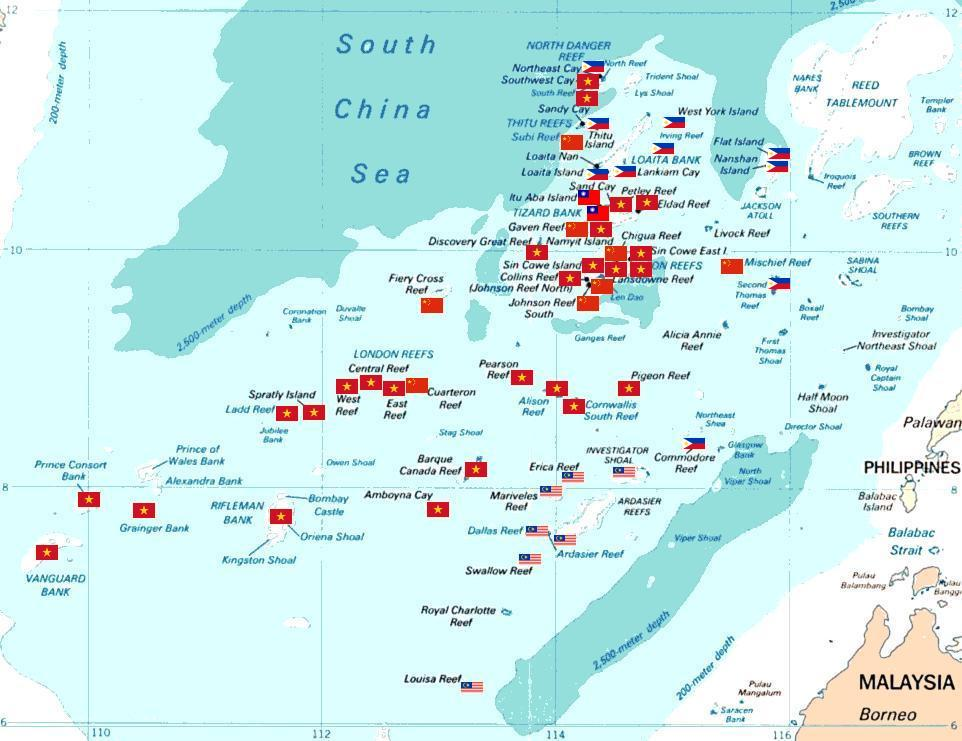
Země okupující Spratlyovy ostrovy

Spor o Batu Puteh včetně sousedního Batuan Tengah mezi Singapurem a Malajsií byl vyřešen v roce 2008 Mezinárodním soudním dvorem, Batu Puteh byl přidělen Singapuru a Batuan Tengah Malajsii.
V červenci 2010 americká ministryně zahraničí Hillary Clinton kontaktovala Čínu s úmyslem pomoci s řešením sporů. Čína trvala na tom, aby USA nezasahovaly. Toto se odehrálo v období, kdy mezi sebou země soutěžily v námořních cvičeních, aby jedna druhé demonstrovaly svou moc, což vedlo k zostření situace. Ministerstvo obrany Spojených států amerických vydalo 18. srpna prohlášení, kde se straní použití síly k vyřešení sporu a obvinilo Čínu z asertivního chování. 22. července 2011 jedna z indických obojživelných bojových lodí, INS Airavat, jež byla na přátelské návštěvě Vietnamu, byla údajně kontaktována ve vzdálenosti 45 námořních mil od vietnamského pobřeží v Jihočínském moři na komunikačním kanálu plavidlem, které se identifikovalo jako Námořnictvo Čínské lidové republiky, oznamující indické lodi, že vstupuje do čínských vod. Mluvčí indického námořnictva uvedl, že žádná loď, či letadlo nebylo z INS Airavat viditelné, tudíž pokračovala dále ve své cestě dle plánu. Indické námořnictvo dále uvedlo „Co se týče INS Airavat, nedošlo k žádnému střetu. Indie podporuje svobodu navigace v mezinárodních vodách, včetně Jihočínského moře, a právo průjezdu v souladu s přijatými principy mezinárodního práva. Tyto principy by měly být všemi respektovány.“
V říjnu 2011, krátce poté, co Čína a Vietnam podepsali dohodu o ukončení sporů nad Jihočínským mořem, oznámila státní indická ropná společnost ONGC, že její zahraniční investiční odnož ONGC Videsh Limited podepsala tříletou dohodu s PetroVietnam o rozvoji dlouhodobé spolupráce v oblasti ropy a přijala tím vietnamskou nabídku k prozkoumání specifických částí Jihočínského moře. Mluvčí čínského ministerstva zahraničí Ťiang Jü reagoval podáním námitky. Mluvčí indického ministerstva zahraniční odpověděl „Čína měla obavy, ale budeme se řídit instrukcemi, které vietnamské autority sdělily Číně.“ Dohoda mezi Indií a Vietnamem byla kritizována čínskými vládními novinami Global Times.

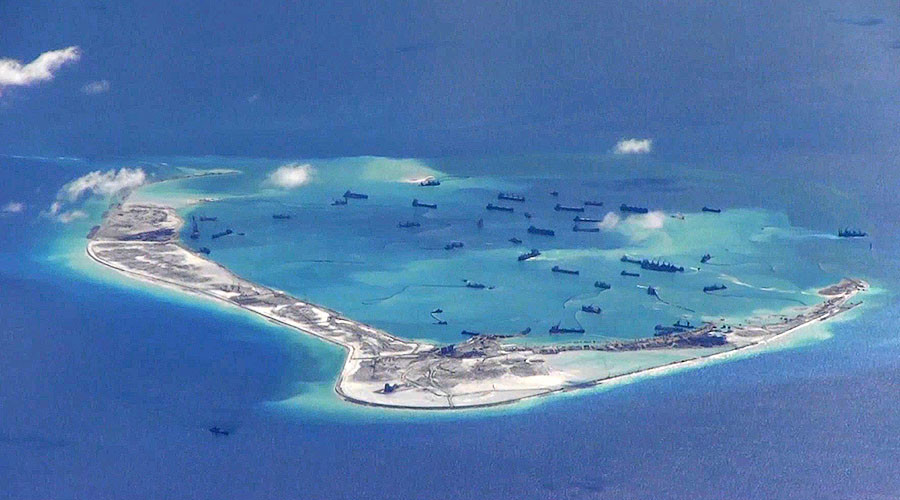
Budování čínského umělého ostrova v květnu 2015

Národní osvobozenecké hnutí Morů (MNLF) Nur Misuariho vyjádřilo podporu Číně ve sporu o Jihočínské moře. Označilo Mory a Čínu za oběti filipínského kolonialismu, zmiňujíc jejich společnou historii dobrých vztahů. MNLF rovněž kritizovalo americkou pomoc Filipínám při kolonizaci Morů a filipínský nárok na vlastnictví ostrovů, ohledně kterých je ve sporu s Čínou. Odsoudilo USA za stranění Filipínám. Odkázalo na rok 1988, kdy Čína „potrestala“ Vietnam za pokus o vojenské obsazení sporných ostrovů, kdy Čína a Morové zachovali mír, zatímco na druhé straně museli Morové odolávat kolonizačním pokusům Španělska, Ameriky, Japonska a Filipín.
V květnu 2014 zřídila Čína ropnou plošinu v blízkosti Paracelských ostrovů, což vedlo k řadě střetů mezi vietnamskými a čínskými loděmi.
V lednu 2013 zahájily Filipíny arbitrážní řízení proti čínským územním nárokům v rámci „nine-dash line“ včetně Spratlyových ostrovů, které označilo dle Úmluvy Organizace spojených národů o mořském právu (UNCLOS) za protiprávní. 12. července 2016 podpořil arbitrážní soudní dvůr Filipíny. Tvrdí, že neexistují důkazy, že by v minulosti měla Čína výhradní nadvládu nad těmito vodami, tudíž jsou čínské nároky neplatné. Soudní dvůr také kritizoval čínské projekty na rekultivaci a výstavbu umělých ostrovů na území Spratlyových ostrovů, které údajně značně poškodily životní prostředí korálových útesů. Dále kategorizoval ostrov Taiping a další části Spratlyových ostrovů jakožto „skály“ pod UNCLOS, tedy nevytvářející výlučnou ekonomickou zónu. Toto tvrzení Čínská lidová republika odmítla. Stejně jako Tchaj-wan, který momentálně ostrov Taiping spravuje. 